# ۱۲۶۲ (میلادی)
۱۲۶۲ (میلادی) هزار و دویست و شصت و دومین سال تقویم میلادی است.

## درگذشتگان
‎